# Arriola
Pour les articles homonymes, voir Arriola (homonymie).
Arriola est une commune ou contrée de la municipalité d'Asparrena dans la province d'Alava dans la Communauté autonome basque.